# Laevispinereis fujianensis
Laevispinereis fujianensis är en ringmaskart som beskrevs av He och Wu 1989. Laevispinereis fujianensis ingår i släktet Laevispinereis och familjen Nereididae. Inga underarter finns listade i Catalogue of Life.